# Далу (коммуна)
Далу́ (фр. Dalou) — коммуна во Франции, находится в регионе Юг — Пиренеи. Департамент коммуны — Арьеж. Входит в состав кантона Вариль. Округ коммуны — Памье.
Код INSEE коммуны — 09104.

## Население
Население коммуны на 2008 год составляло 831 человек.
| 1962 | 1968 | 1975 | 1982 | 1990 | 1999 | 2008 | 2012 |
| ---- | ---- | ---- | ---- | ---- | ---- | ---- | ---- |
| 323  | 369  | 393  | 375  | 442  | 637  | 831  | 753  |

## Экономика
В 2007 году среди 507 человек в трудоспособном возрасте (15—64 лет) 363 были экономически активными, 144 — неактивными (показатель активности — 71,6 %, в 1999 году было 72,7 %). Из 363 активных работали 318 человек (171 мужчина и 147 женщин), безработных было 45 (18 мужчин и 27 женщин). Среди 144 неактивных 60 человек были учениками или студентами, 37 — пенсионерами, 47 были неактивными по другим причинам.